# Opisthoxia amphiaria
Opisthoxia amphiaria là một loài bướm đêm trong họ Geometridae.